# Guindulman
Guindulman es un municipio filipino de cuarta clase, perteneciente a la provincia de Bohol, en las Bisayas Centrales.

## Historia
Hacia mediados del siglo XIX, el pueblo, por entonces perteneciente a la provincia de Cebú, formaba jurisdicción tanto civil como eclesiástica con Batúan y Candijay. La población total de estos lugares ascendía a los 10 010 habitantes, repartidos en 1560 casas. Aparece descrito en el segundo volumen del Diccionario geográfico, estadístico, histórico de las Islas Filipinas (1851) de Manuel Buzeta Núñez y Felipe Bravo con las siguientes palabras:

GUINDULMAN: pueblo, que forma jurisd. civil y ecl. con los de Batuan y Candijay, teniendo entre los tres un cura y un gobernadorcillo, en la isla de Boho, adscrita á la prov. y dióc. de Cebú: se halla sit. en terreno llano, inmediato á la mar; disfruta de buena ventilacion, y clima, aunque bastante calido, saludable; mitigando los ardientes rayos del sol, las brisas marítimas, y la frondosidad de los bosques, que tiene en todas direcciones. Este pueblo con sus visitas ó anejos, tiene como unas 1,560 casas, en general de sencilla construccion distinguiéndose como de mejor fábrica la casa parroquial y la llamada tribunal ó de justicia, donde está la cárcel. Hay escuela de primeras letras, dotada de los fondos de comunidad, y es bastante concurrida; é igl. parroquial de mediana fábrica, bajo la advocacion de la Consolacion de Ntra. Señora, servida por un cura regular. Dependen de esta parroquias las visitas ó anejos denominados Cuton ó Coutong, Quinale ó Quimale, Candijay y Tugas, dist. como unas 2 leg. de su matriz los 3 primeros, y 1 el último. A corta dist. de esta se halla el cementerio en buena situacion, y es bastante capaz y ventilado. Se comunica este pueblo con sus limítrofes por medio de caminos regulares, y recibe de la ciudad de Cebú, cab. de la prov. el correo en dias indeterminados. El term., que es de bastante estension, confina con los anejos antes nombrados; y su territorio, sin embargo de ser en su mayor parte montuoso y pedregoso, tiene algunas pequeños llanos fértiles y productivos, cosechándose en la parte reducida á cultivo, cacao, algun tabaco, algodon, camote, etc., y abunda en cocales y otros árboles frutales. Sus naturales se dedican á la agricultura y á la pesca, y las mujeres á la elaboracion de telas de algodon y abacá. pobl. 10,010 alm., 1,247 trib., que ascienden á 12,470 rs. plata, equivalentes á 31,175 rs. vn.
(Buzeta y Bravo, 1851, pp. 71-72)

En 2020, tenía censados 34 104 habitantes.